# Narcissism

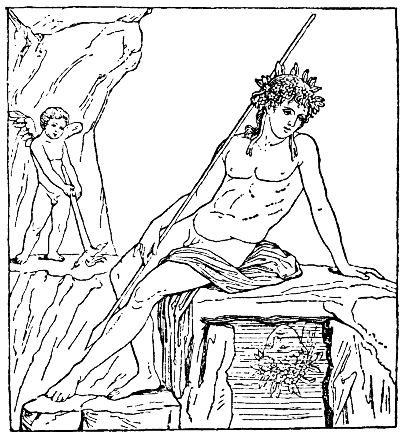
Narcissus vid källan, ur Nordisk Familjebok 1913

Narcissism är en personlighetstyp som anses bero på narcissistisk personlighetsstörning som präglas av självupptagenhet, självförhärligande och överdriven tro på den egna förmågan.
Termen kommer från namnet på den grekiska mytologiska figuren Narcissus, en vacker yngling som blev förälskad i sin spegelbild när han såg den för första gången i en källa.

## Bakgrund
Sigmund Freud använde termen för att beteckna en tidig fas i personlighetens utveckling. Narcissism har också traditionellt inom psykiatrin bedömts som ett sjukligt tillstånd, en narcissistisk personlighetsstörning, och finns fortfarande upptaget såsom ett sådant i den år 2013 utgivna upplagan av de amerikanska psykiatrikernas förbunds standardverk Diagnostic and Statistical Manual of Mental Disorders (DSM-5). 
En person som lider av narcissism är ofta charmant och vältalig, vilket kan möjliggöra för denna att dupera och manipulera andra människor. Narcissisten gör ofta ett starkt första intryck och har lätt att skapa ytliga kontakter, men har inte sällan svårt att behålla dem. Eftersom personen ofta har ett stort behov av att förhärliga sig själv och framhålla sin egen förträfflighet kan det vara energikrävande för andra människor att vistas runt dem längre stunder, vilket kan vara en delförklaring till svårigheterna för narcissisten att skapa djupare mänskliga relationer. 
En studie gjord av forskare vid Western Illinois University visar att Facebook-användare som har många Facebook-vänner, regelbundet uppdaterar sin status och lyfter fram det egna jaget löper större risk att vara drabbade av narcissism.